# دوغر (احسانیه)
دوغر (به ترکی استانبولی: Döğer) یک منطقهٔ مسکونی در ترکیه است که در احسانیه واقع شده‌است.